# الطور (مصر)
الطور (به عربی: الطور) یک شهر و شهر بندری در مصر است که در استان سینای جنوبی واقع شده‌است. الطور ۳۲٬۸۷۷ نفر جمعیت دارد و ۴ متر بالاتر از سطح دریا واقع شده‌است.